# Gneisenau
Gneisenau var ett slagskepp av Scharnhorst-klass i tyska Kriegsmarine som var i tjänst under andra världskriget. Fartyget var döpt efter fältmarskalk August von Gneisenau. 

## Historik
De båda skeppen i Scharnhorst-klassen, Scharnhorst och Gneisenau, klassificerades av Kriegsmarine som Schlachtschiff (slagskepp); klassificeringen slagkryssare användes av Royal Navy. Byggandet av Gneisenau påbörjades i maj 1935 i Kiel, i december 1936 sjösattes skrovet och i maj 1938 gick hon i tjänst. I oktober 1939 utgick hon tillsammans med bland annat den lätta kryssaren Köln i syfte att sänka handelsfartyg som gick mellan Skandinavien och Storbritannien, utan resultat. I november 1939 gick Gneisenau tillsammans med systerfartyget Scharnhorst ut i en patrull söder om Island och den 23 november sänkte de tillsammans den brittiska hjälpkryssaren Rawalpindi. Tre dagar senare skadades Gneisenau i en hård storm och tvingades återvända till Kiel för reparationer. 
I februari 1940 var reparationerna färdiga och Gneisenau skickades tillsammans med bland annat Scharnhorst ut på en resultatlös jakt efter brittiska konvojer väster om Norge. I april 1940 var Gneisenau flaggskepp för admiral Günther Lütjens flotta under invasionen av Norge. Där träffades hon av en granat under en strid med den brittiska slagkryssaren HMS Renown och kryssaren Birmingham. I juni 1940 var Gneisenau flaggskepp för en tysk flottstyrka som gick ut för en aktion mot de brittiska styrkorna vid Harstad utanför Narvik (Operation Juno). Deras ankomst till vattnen utanför Norges västkust sammanföll med den brittiska evakueringen av alla trupper i Norge. Flottstyrkan överraskade den 8 juni det brittiska hangarfartyget HMS Glorious och dess två eskorterande jagare HMS Ardent och HMS Acasta, Gneisenau sänkte tillsammans med Scharnhorst dessa skepp efter en kort strid. HMS Glorious är tillsammans med det amerikanska eskorthangarfartyget USS Gambier Bay, som sänktes av japanska kryssare under sjöslaget vid Samar den 25 oktober 1944, de enda hangarfartyg som sänkts av fientligt sjöartilleri.
20 juni 1940 gick Gneisenau ut från Trondheim tillsammans med kryssaren Admiral Hipper på patrull men torpederades av den brittiska ubåten Clyde och tvingades återvända för nödreparationer. I augusti 1940 återvände hon till Kiel för ytterligare reparationer. I december 1940 gjorde Gneisenau tillsammans med Scharnhorst ett försök att ta sig förbi de brittiska patrullerna och ta sig ut till Atlanten, ett försök som avbröts då Gneisenau skadades i en storm. I januari 1941 gjorde de två fartygen ett nytt försök som lyckades. Flera gånger undvek de att anfalla konvojer på grund av eskorterande brittiska slagskepp men sänkte tillsammans totalt 22 handelsfartyg (14 sänktes av Gneisenau). Fartygen rapporterade även in konvojers positioner till tyska ubåtar. 
Den 22 mars anlände skeppen till flottbasen i Brest. Där anfölls Gneisenau av allierat flyg och lades därefter upp på varv för reparationer. 11 februari 1942 påbörjades Operation Cerberus där Gneisenau, Scharnhorst och kryssaren Prinz Eugen, eskorterade av sex jagare och ett tjugotal mindre fartyg, löpte igenom Engelska kanalen för att ta sig till Kiel. Vid det tillfället var större delen av den engelska flottan upptagen på annat håll men färden var ändå farlig. Trots att både Gneisenau och Scharnhorst gick på minor klarade de sig hela vägen till Tyskland. Det faktum att två av tyska flottans tyngsta skepp lyckades ta sig oantastade genom Engelska kanalen blev något av en propagandakupp för tyska flottan. 
22 februari 1942 träffades Gneisenau av en stor bomb under ett flyganfall som antände A-tornets krutdurk och förstörde hela bogsektionen varefter skeppet togs ur aktiv tjänst. Den 4 april 1943 skickades skeppet till Gdynia (i ockuperade Polen, av tyskarna kallat Gotenhafen) för att byggas om med nya 380 mm kanoner men efter sänkningen av Scharnhorst i december 1943 stoppades detta arbete. Gneisenaus slutliga öde blev att sänkas som blockadskepp i Gdynias hamn i mars 1945. År 1947 lyftes hon från bottnen för att skrotas (detta blev klart 1951).
Gneisenaus huvudbestyckning användes som kustartilleri i Atlantvallen. A-tornets kanoner användes separat, medan de andra två placerades kompletta i Norge, B-tornet i Bergen och Gneisenaus C-torn finns kvar än idag som museum under namnet Austrått fort i Ørland kommun utanför Trondheim.

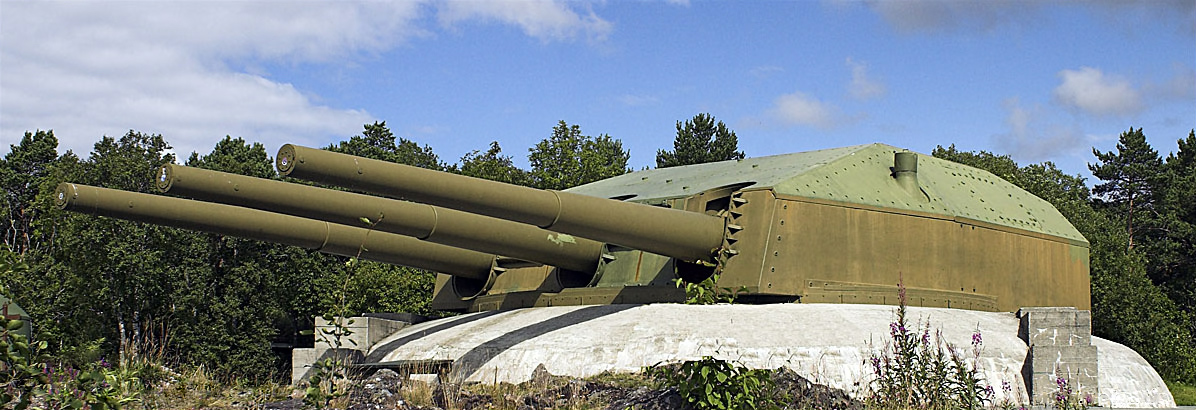
Gneisenaus C-torn installerat som kustartilleri i Norge.

## Systerskepp
- Scharnhorst